# Synchiropus picturatus
Synchiropus picturatus es una especie de peces de la familia Callionymidae en el orden de los Perciformes.

## Morfología
• Los machos pueden llegar alcanzar los 7 cm de longitud total.

## Alimentación
Come pequeños invertebrados bentónicos.

## Hábitat
Es un pez de mar de clima tropical y asociado a los  arrecifes de coral que vive entre 0-20 m de profundidad.

## Distribución geográfica
Se encuentra en las Filipinas, al este de Indonesia y el noroeste de Australia.

## Observaciones
Es inofensivo para los humanos